# Liga Paraguaya de los Derechos de la Mujer
Liga Paraguaya de los Derechos de la Mujer, ungefär Paraguayanska föreningen för kvinnors rätt, var en förening för kvinnors rättigheter i Paraguay, grundad 1951.
Det var landets första långvariga kvinnorättsorganisation, och hade föregåtts av ett antal tillfälliga sådana. Det kampanjade för kvinnlig rösträtt, som infördes 1961, sist av alla länder i Latinamerika. 

## Historik
1948 undertecknade Paraguay en konvention av Organization of American States i Bogotá, som erkände kvinnors lika rättigheter med män. Både Coloradopartiet och Äkta Radikal-liberala partiet erkände därmed officiellt kvinnors lika rättigheter i sin retorik, men vidtog inga åtgärder för att förverkliga detta i praktiken.
7 juni 1951 bildades därför Liga Paraguaya de los Derechos de la Mujer av advokaten Mercedes Sandoval de Hempel med Concepción Rojas Benítez som ordförande. Syftet var att verka för införandet av lika rättigheter för kvinnor och män, däribland införandet av rösträtt för kvinnor. 
Ett lagförslag från 1954 tillerkände lika rättigheter till kvinnor - men endast om de var ogifta eller änkor: gifta kvinnor stod fortsatt under makens förmynderskap.
Under Alfredo Stroessners tid som president 1954-1989 kunde föreningen fortsätta sin verksamhet, men i praktiken kunde den lika lite som någon annan organisation, som inte var affilierad med Coloradopartiet, uppnå någonting. Slutligen uppnådde föreningen dock sina mål tack vare just Stroessner. På grund av minskad popularitet bland manliga väljare gav Stroessner kvinnor rösträtt 5 juli 1961 för att utöka sin väljarpotential. Det gjorde Paraguay till det sista landet i Latinamerika som införde denna reform.